# ماریس ویل (کالیفرنیا)
ماریس ویل  (به انگلیسی: Marysville) شهری در شهرستان یوبا ایالت کالیفرنیا است که در سرشماری سال ۲۰۱۰ میلادی، ۱۲۰۷۲ نفر جمعیت داشته است.